# Ilok
Ilok (ungerska: Újlak, tyska: Illok) är en stad i östra Kroatien. Staden har 8 351 invånare (2001) och ligger i Vukovar-Srijems län i landskapet Slavonien. Ilok är huvudort i den kroatiska regionen Srijem och landets östligaste stad. Dess centrala delar ligger cirka fem kilometer från Donau som utgör gränsen till Serbien.

## Historia
Ilok har en lång historia och arkeologiska fynd från forntiden har påträffats vid utgrävningar i staden. Under 100-200-talet intogs området av romarna som uppförde en befästning vid namn Cuccium på platsen för dagens Ilok. Under slutet av 500-talet slogs sig slaverna (dagens kroater) ner i staden och dess omgivningar. Ilok kom att kortvarigt lyda under det medeltida bulgariska riket innan ungrarna befäste kontrollen över staden. 1365 förlänades staden åt Nikola Kont (ungerska: Miklós Kont) inom vars släkt man senare också fick ärva titeln greve av Ilok. 1526-1688 lydde staden under osmanerna men intogs sedan av habsburgarna. 1697 förlänade den österrikiska kejsaren Leopold I staden Ilok till den italienska militära befälhavaren Livio Odescalchi som belöning för hans insatser i slaget vid Wien. Inom det habsburgska riket tillhörde Ilok den administrativa enheten kungariket Slavonien. Ilok hörde till monarkin fram till första världskrigets slut och Österrike-Ungerns upplösning 1918 då staden kom att uppgå i Sloveners, kroaters och serbers stat.

## Arkitektur
Kyrkan och klostret Sankt Ivan Kapistran uppfördes under 1400-talet och är tillägnad den helgonförklarade franciskanermunken Giovanni da Capistrano som avled i staden 1456. Det hästskoformade Odescalchipalatset uppfördes under slutet av 1600-talet av adelsmannen Livio Odescalchi och hyser idag Iloks stadsmuseum. I byggnaden finns Odescalchisamlingen samt arkeologiska och etnografiska samlingar. 